# إدارة الأصول المميزة
تشير إدارة الأصول المميزة إلى تنفيذ تعديلات على الماركة وإدارة دورة حياة الأصول المميزة. وتشتمل فئة الأصول المميزة على الإدارة الرقمية لتنفيذ الماركة.

## الخلفية
لقد برز التمييز كأولوية إدارية مهمة للغاية في العِقد الماضي نتيجة الإدراك المتزايد بأن الماركات تُعد أحد الأصول الأكثر قيمة التي تمتلكها الشركات. وتُعد الماركة ببساطة أكثر من كونها اسمًا وتجسيدًا ماديًا لهذا الاسم في الأدوات المكتبية والملابس والمصانع والمعدات. فالماركة تمثل مغزى ومعنى لجميع أصحاب المصلحة وتعكس مجموعة من القيم والوعود حتى أنها تمثل هوية مستقلة. وتعمل معظم الشركات التي تتمتع بأكبر الزيادات في قيمة الماركات الخاصة بها، تعمل كماركات مستقلة في جميع أنحاء العالم. علمًا بأن هدف العديد من الشركات اليوم يتمثل في خلق الانسجام والتأثير، على حدٍ سواء واللذين يسهل إدارتهما كثيرًا في ظل مفهوم الماركة العالمية - الهوية المستقلة في جميع أنحاء العالم. ويُعد هذا هو النهج الأكثر فعالية، حيث يمكن استخدام نفس الإستراتيجية على مستوى العالم. علاوةً على ذلك، أضاف كل من التسويق العالمي والمنافسة المتزايدة ضغطًا على أساليب إدارة الماركة. وتكتظ الأسواق التجارية حاليًا بمئات الماركات التي تسعى لجذب انتباه المستهلكين.

## أهمية إعادة التمييز
أضافت تأثيرات التسويق العالمي والمنافسة المتزايدة ضغطًا على أساليب إدارة الماركة. وتكتظ الأسواق التجارية حاليًا بمئات الماركات التي تسعى غالبًا لجذب انتباه المستهلكين.
- المنافسة المتزايدة: في ظل احتدام المنافسة في جميع فئات الأسواق التجارية، نلاحظ وجود عدد متزايد من الشركات التي تسعى لإنعاش ماركاتها لتتمكن من الاستمرار في المنافسة وتستحوذ على نصيب أكبر من السوق. وقد اعتبر التمييز وسيلة لبناء سمعة قوية.[3]
- عمليات الاندماج والاستحواذ على الشركات والاستيلاء: تتمتع العلامات التجارية في الاقتصاد العالمي المتأثر بديناميكات السوق المتغيرة، تتمتع بأهمية غير مسبوقة. وقد اجتذبت السوق التجارية العالمية نشاط عمليات الدمج والاستحواذ. ومن المحتمل أن تقوم الشركات بعد هذا النشاط بإعادة تمييز ماركاتها لإبراز اسم الماركة الجديدة وسيتم تعديل هذا في جميع الأصول المميزة بالماركة (الداخلية والإشارات الخارجية ومواد مراكز المواد) التي تحمل نفس الماركة في مجال البيع بالتجزئة. وتشتمل أمثلة عمليات الاندماج والاستحواذ الأساسية على شركات أرسيلور ميتال ودايملر كرايسلر.[1]
- عائد الاستثمار: عادةً ما تُنعش الشركات الماركات الخاصة بها للحفاظ عليها في مستوى احتياجات العملاء والتوقعات المستهدفة ومكافحة التهديدات التنافسية.[2]